# Cosmologia islamică
Teoriile cu privire la ordinea universală impusă de perspectiva islamică întrunesc aspecte religioase și speculații filosofice, raportându-se în aceeași măsură la metodele și abordările științifice bazate în mod tradițional pe studiul astronomiei. În primele secole ale islamului orientările cosmologice aveau ca premisă revelația divină și relatările Profetului Mahomed, acest model fiind răspândit în întreaga societate. Învățăturii formale a științelor religioase i s-au adăugat credințele și practicile astrologice, toate acestea fiind instrumentate în cadrul unui sistem filosofic menit să reconcilieze o serie de principii divergente - sincretism ce se datorează deopotrivă influenței tradiției și filosofiei grecești asimilate și continuate de către gânditorii arabi.

## Universul și structura sa: perspectiva coranică
Conform revelației coranice, Universul este „rânduit în șapte tării” (2:29) deasupra cărora este așezat Tronul cel Mare (‘arș): 
Spune: Cine este Domnul celor șapte ceruri? Domnul Tronului cel Mare? (23:86)
Dumnezeu este Cel care a creat șapte ceruri și pământul deopotrivă cu ele. Porunca pogoară între ele ca să știți că Dumnezeu are putere asupra tuturor și aspura tuturor se întinde știința sa. (65:12)
Ambiguitatea cu privire la ordonarea spațială a cerurilor, fie ca dimensiuni suprapuse, fie înconjurând pământul asemenea unor orbite este alimentată de interpretările diferite ale versetelor coranice. Corpurile cerești – soarele, luna, stelele – ocupă spațiul intermediar dintre pământ și cele șapte ceruri, fiind situate sub cel mai de jos dintre acestea, în timp ce mișcarea lor pe firmament se produce în jurul orbitelor proprii. Pământul este considerat a fi plat, văzut asemenea unui covor întins de însuși Creatorul său. 
Totodată, abordările teologice marchează diferența dintre universul nevăzut (‘Ālam Al-Ġayb) care nu poate fi perceput prin simțuri și cel observavil (‘Ālam Aș-Șuhūd):
El este Dumnezeu! Nu este Dumnezeu afară de El. El este Cel ce cunoaște tăinuitul și mărturisitul. El este Milosul, Milostivul! (59:22)
Această dilemă a dualității determină scopul existenței în sine – cel de a ajunge la cunoașterea absolută, fie pe calea revelației, fie pe cea a rațiunii. 
Contradicțiile aparente între cele două căi sunt edificate de către Al-Ġazālī (m. 1111) într-un sistem de gândire ce întrunește aspecte ale filosofiei aristotelic-avicenniene, precum și ale  teologiei islamice. Rolul atribuit intelectului este asociat modelului profetic cărora li se adaugă necesitatea inspirației (ilhām):
Odată ‘Aișa, Allah fie mulțumit de ea, l-a întrebat: „O, trimis al lui Allah, prin ce se poate dobândi cel mai mare merit în lumea de jos?”. „Prin minte”, răspunse Profetul. „Dar în lumea de apoi?” continuă ea. „Tot prin minte.” 
În viziunea lui Al- Ġazālī lumea însăși este o proiecție a intelectului divin, idee asimilată în mod tradițional cosmogoniei islamice alături de credința în deplina unitate a creației (waḥdat al-wuğūd). 

## Aspecte ale cosmogoniei
Originile Universului și evoluția acestuia sunt puternic corelate cu revelația coranică. „Creatorul, Alcătuitorul, Plăsmuitorul” (59:24) se identifica cu prima causa a creației ex nihilo, în timp ce cauza secundă detrmină forma materiei, așa cum este închipuită de Al-Bāri’ (Plămăditorul), Al-Muṣawwir (Plăsmuitorul).
Ibn Ṭufayl (m.1185), abordând la rândul său o cale de mijloc între sufism și raționalismul elenizant, face referire în opera sa filosofică la „Ființa necesară ființării”, „Autorul formei” :
Știa că, neapărat, tot ce e produs trebuie să aibă și un producător. Astfel se desenă în sufletul său convingerea că există un autor al formei, fā‘il – dar liniile acestei convingeri erau deocamdată grosolane, neclare. [...] Cum materia din orice corp are nevoie de formă, aceasta nevădindu-se și neavând realitate decât prin forma sa, cum forma nu-și datorează existența decât faptei acelui fā‘il , autor, înțelese că toate lucrurile au nevoie, ca să existe, de acest autor, că niciunul nu poate ființa fără el – care le e cauza, ele fiindu-i efectele, fie că au trecut în ființare fiind create după neant, fie că n-au avut început în timp și nu le-a precedat neantul; în ambele situații ele sunt cauzate și depind de el pentru a exista. Dacă el n-ar avea durată, nici ele n-ar dura; daca el n-ar ființa, nici ele n-ar fi ...(Ibn Ṭufayl apud Grete, 2014:466)
Spre deosebire de greci care considerau universul fără început sau sfârșit, filosofii medievali și teologii musulmani au atras atenția asupra delimitării temporale inerente actului de creație. Ideea de finitudine temporală este inspirată și împărtășită de toate cele trei religii abrahamice. În „Incoerența filosofilor” Al- Ġazālī apără doctrina aș‘arită potrivit căreia universul creat este temporal finit, doctrină opusă celei aparținând lui Aristotel care invocă în acest sens o cauză primă și susține că universul este etern. De asemenea, Al- Ġazālī propune un nou model al lumilor posibile, susținând ca lumea cunoscută reprezintă cea mai bună versiune a acestora.
Teologul și filosoful Faḫr Ad-Dīn Ar-Rāzī (1149-1209) respinge  viziunea lui Aristotel cu privire la existența sigulară a universului și propune o nouă interpretare luând în considerare posibilitatea existenței unor universuri multiple. În felul acesta, el invocă drept argument următorul verset coranic: Mărire lui Dumnezeu, Domnul cerurior, Domnul pământului, Domnul tuturor lumilor!(45:36)

## Geocentrism și heliocentrism
Prin intermediul traducerilor din limba greacă, modelul ptolemeic pătrunde în mediile științifice ale gânditorilor islamici, acesta fiind inițial adoptat întocmai și constituind astfel baza interpretărilor și cercetărilor astronomice. 
O primă inițiativă de reformă a sistemului astronomic a fost susținută de califul abbasid Al-Ma’mūn (m.833) printr-un program bazat pe observații astronomice, întrucât teoria lui Ptolemeu începea să fie pusă la îndoială. Activitatea științifică s-a desfășurat la Bagdad și Damasc, iar în urma observațiilor o serie de discrepanțe au determinat o reexaminare critică conținută în paginile unor lucrări de mari dimensiuni, precum opera științifică ce aparține lui Al-Bīrūnī (973-1048). Aceasta constă într-o sinteză a tradițiilor astronomice grecești, indiene și arabe, fiind evidențiată în același timp relația dintre știință și filosofie.
Al-Bīrūnī a aplicat în cercetarea sa metode matematice și deși a acceptat teoria geocentrică a lui Ptolemeu, a atras atenția asupra unor fenomene astronomice care puteau fi justificate pornind de la prezumția că pamântul se învârte în jurul soarelui. Cât privește percepția mișcării, el admite posibilitatea ca pamântul să se învârtă în jurul axei sale, deși notează în Al-Qānūn Al-Mas‘ūdi că pământul nu are o mișcare proprie. 
Ibn Haytam (m. 1309) încearcă de asemenea să reformeze sistemul astronomic, contribuind prin lucrarea sa, Aș-Șukūk ʿalā Baṭlamyūs la transmiterea unor observații în ceea ce privește mișcarea corpurilor cerești. Observațiile lui au avut influență asupra unei școli moderne de astronomie –observatorul astronomic de la Maragha – reprezentate de Mu’ayyad Ad-Dīn al-’Urdī (d. 1266), Nasīr al-Dīn At-Tūsī (1201–1274), Nağm al-Dīn al-Qazwīnī al-Kātibī (d. 1277), Quṭb al-Dīn Aș-Șīrāzī (1236–1311), Sadr Al-Buḫari (c. 1347), Ibn Aș-Șāṭir (1304–1375). Aceștia au reușit să reformeze vechiul sistem și au propus noi modele planetare opuse celui ptolemeic. Mișcarea de rotație a pământului în jurul axei este dovedită, iar în cele din urmă teoria heliocentrică este luată în considerare.
Tradiția astronomică andaluză, printre ai cărei exponenți se numără Ibn Bāğğah (1095-1138), Ibn Ṭufayl (m.1185) și Ibn Rușd (1126-1198), se remarcă prin abordările sale filosofice, mai degrabă decât matematice. Povestea alegorică Ḥayy bin Yaqḍān ilustrează această tendință:
I se vădi deci limpede că tăriile cerești au formă de sferă; convingerea îi fu întărită văzând că Soarele, Luna și toate celelalte astre revin la răsărit după ce dispăruseră la apus, și că se arată aceeași măreție deopotrivă la răsărit, la mijlocul drumului și  la apus. Or, dacă mișcarea n-ar fi fost în cerc, i s-ar fi arătat fără îndoială mai apropiate la un moment dat; iar dimensiunuile și volumele lor aparente ar fi diferite, fiind în apropiere mai mari și în depărtare mai mici. Nefiind așa, sfericitatea îi părea neîndoielnică. Continuă să cerceteze mișcarea Lunii, văzând că e dirijată dinspre occident spre orient, ca și mișcarea tuturor planetelor; ajunse cu încetul să cunoască o mare parte din știința cerului. Descoperi că mișcarile astrelor nu se pot explica decât printr-un anume numar de sfere, conținute toate în una singură, care e cea mai înaltă, și face să se rotească toate celelalte dinspre răsărit spre apus timp de o zi și o noapte. (Ibn Ṭufayl apud Grete, 2014:463-464)
Însă modelele cele mai apropiate de heliocentrism își revendică apartenența la tradiția estică, observațiile științifice matematice având prevalență asupra argumentelor de natură filosofică și a principiilor metafizice, acestea caracterizând cu pecădere tradiția greacă.